# Prince of Persia

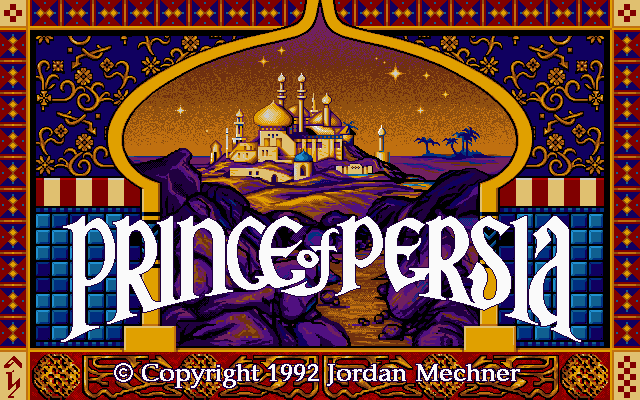
Pantalla de título de Prince of Persia en Macintosh

Prince of Persia (traducido como «Príncipe de Persia») es una serie de videojuegos de plataformas iniciada en 1989. Su éxito se debe a la notable fluidez de animación lograda en el protagonista, no vista hasta entonces. Su autor, Jordan Mechner, estudió durante varias horas filmaciones de su hermano corriendo y saltando con ropa blanca. Así se aseguró de que todos los movimientos resultasen realistas, en un proceso que se denomina rotoscopia. El juego tuvo varias secuelas en consolas de cuarta generación. En el 2003 la franquicia fue resucitada por la compañía Ubisoft, dando como resultado una nueva saga con un importante éxito de ventas y popularidad aún mayor a nivel mundial.

## Historia
En Prince of Persia, utilizando el personaje se desplaza por varios niveles saltando, corriendo, aferrándose a salientes y caminando con cautela, evadiendo trampas que abundan en los escenarios. También debe usar diferentes técnicas para enfrentarse a distintos enemigos que se interponen en su camino mediante golpes de su alfanje (un tipo de espada). El juego no estipula un límite de vidas pero sí de tiempo, debiéndose completar sus 15 niveles (en la versión original de PC) en menos de 60 minutos porque de otro modo la partida finaliza automáticamente. Por lo general, la pérdida de una vida conlleva el reinicio del nivel (aunque hay escasas excepciones), y aquí se produce la más saliente pérdida de los valiosos minutos que el juego otorga para culminarlo. La dificultad de Prince of Persia es de media a alta; el jugador debe conocer casi a la perfección los escenarios y dominar los movimientos del personaje para dar con el final.
En el juego original, usando el personaje mostraba unos movimientos absolutamente fluidos, lejos de los tradicionales sprites que animaban un personaje mediante unas pocas posturas predefinidas que se sucedían a mayor o menor velocidad. Los controles también resultaban excepcionales. El personaje podía correr, saltar, caminar de puntillas, descolgarse por cornisas, etc.
Este concepto de animación fluida y realista empezó a ser imitada en otros juegos, como Another World, dando origen a un nuevo estándar en la industria del videojuego.
Hoy en día, las técnicas de animación han evolucionado, gracias sobre todo a la tecnología de captura de movimientos.

## Videojuegos
| Sony | Microsoft                                    | Nintendo              | Apple       | Otros                              |                                                           |          |                                                         |
| 1989 | Prince of Persia                             | Brøderbund Software   | -           | -                                  | -                                                         | Apple II | -                                                       |
| 1990 | Prince of Persia                             | Brøderbund Software   | -           | MS-DOS                             | -                                                         | -        | Amiga, Atari ST, Amstrad CPC, NEC PC-9801               |
| 1991 | Prince of Persia                             | Brøderbund Software   | -           | -                                  | -                                                         | -        | PC Engine, TurboGrafx-CD                                |
| 1992 | Prince of Persia                             | Brøderbund Software   | PS26 (2003) | Xbox6 (2003)                       | NES, SNES, Game Boy, GBC (1999), GCN1 (2003), Wii4 (2010) | Mac OS   | Master System, Mega Drive, Sega Mega-CD, Sega Game Gear |
| 1993 | Prince of Persia 2: The Shadow and the Flame | Brøderbund Software   | PS26 (2003) | MS-DOS, Xbox6 (2003)               | SNES (1996)                                               | Mac OS   | -                                                       |
| 1999 | Prince of Persia 3D                          | Red Orb Entertainment | -           | Windows                            | -                                                         | -        | Dreamcast7                                              |
| 1999 | Prince of Persia 3D                          | Avalanche Software    | -           | Windows                            | -                                                         | -        | Dreamcast7                                              |
| 2003 | Las Arenas del Tiempo                        | Ubisoft Montreal      | PS2         | Xbox, Windows                      | GCN, GBA                                                  | -        | -                                                       |
| 2004 | El Alma del Guerrero                         | Ubisoft Montreal      | PS2         | Xbox, Windows                      | GCN                                                       | -        | -                                                       |
| 2005 | Las Dos Coronas                              | Ubisoft Montreal      | PS2         | Xbox, Windows                      | GCN                                                       | OS X     | -                                                       |
| 2005 | Revelations2                                 | Pipeworks Software    | PSP         | -                                  | -                                                         | -        | -                                                       |
| 2005 | Battles of Prince of Persia                  | Ubisoft Montreal      | -           | -                                  | DS                                                        | -        | -                                                       |
| 2007 | Prince of Persia Classic                     | Ubisoft Sofía         | PSN (2008)  | XBLA                               | -                                                         | -        | -                                                       |
| 2007 | Prince of Persia Classic                     | Gameloft              | PSN (2008)  | XBLA                               | -                                                         | -        | -                                                       |
| 2007 | Rival Swords5                                | Pipeworks Software    | PSP         | -                                  | Wii                                                       | -        | -                                                       |
| 2008 | Prince of Persia                             | Ubisoft Montreal      | PS3         | Xbox 360, Windows                  | -                                                         | OS X     | -                                                       |
| 2008 | El Rey Destronado                            | Ubisoft Casablanca    | -           | -                                  | DS                                                        | -        | -                                                       |
| 2009 | Epílogo (DLC)                                | Ubisoft Montreal      | PSN         | XBLA                               | -                                                         | -        | -                                                       |
| 2010 | Las Arenas Olvidadas                         | Ubisoft Montreal      | PS3 (HD)    | Xbox 360 (HD), Windows (HD)        | -                                                         | -        | -                                                       |
| 2010 | Las Arenas Olvidadas                         | Ubisoft Quebec        | -           | -                                  | Wii (Motion)                                              | -        | -                                                       |
| 2010 | Las Arenas Olvidadas                         | Ubisoft Quebec        | PSP (2.5D)  | -                                  | -                                                         | -        | -                                                       |
| 2010 | Las Arenas Olvidadas                         | Ubisoft Casablanca    | -           | -                                  | DS (Táctil)                                               | -        | -                                                       |
| 2010 | Trilogía HD8                                 | Ubisoft Montreal      | PS3         | -                                  | -                                                         | -        | -                                                       |
| 2024 | The Lost Crown                               | Ubisoft Montpellier   | PS4, PS5    | Xbox One, Xbox Series X S, Windows | Switch                                                    | -        | -                                                       |
| 2024 | The Rogue Prince of Persia (early access)    | Evil Empire           | -           | Windows                            | -                                                         | -        | -                                                       |
| 2024 | Mask of Darkness (DLC)                       | Ubisoft Montpellier   | PS4, PS5    | Xbox One, Xbox Series X S, Windows | Switch                                                    | -        | -                                                       |
| 2025 | The Rogue Prince of Persia                   | Evil Empire           | -           | Windows                            | -                                                         | -        | -                                                       |
| 2026 | Las Arenas del Tiempo Remake                 | Ubisoft Montreal      | PS4         | Xbox One, Windows                  | -                                                         | -        | -                                                       |
| Notas 1. Se incluye la versión de 1992 del juego original como extra en la versión GameCube de Prince of Persia: Las Arenas del Tiempo. 2. Un port de Prince of Persia: El Alma del Guerrero. 3. Una versión en alta definición del original Prince of Persia con nuevos gráficos. 4. Se incluye la versión SNES como extra en el juego de Wii "Prince Of Persia: Las Arenas Olvidadas". 5. Un port de Prince of Persia: Las Dos Coronas. 6. Las versiones PS2 y Xbox de Prince of Persia: Las Arenas del Tiempo incluyen los juegos clásicos Prince of Persia (1992) y Prince of Persia 2 como extras desbloqueables. 7. La versión de Dreamcast salió con el nombre de Prince of Persia: Arabian Nights, desarrollado por Avalanche Software, que había adquirido Red Orb Entertainment. El juego era una revisión de la versión de Windows con controles adaptados y corrigiendo varios bugs. Solo se comercializó en Estados Unidos. 8. Una remasterización de Prince of Persia: Las Arenas del Tiempo, Prince of Persia: El Alma del Guerrero y Prince of Persia: Las Dos Coronas |                                              |                       |             |                                    |                                                           |          |                                                         |

### Juegos para teléfono móvil
Ha habido diversos juegos Java ME para teléfono móvil desarrollados por Gameloft, a menudo basados en títulos de PC/consola publicados contemporáneamente con el mismo nombre, pero con gráficos 2D y jugabilidad diferente, debido a limitaciones técnicas de los teléfonos. Gameloft también ha desarrollado recientemente varios ports para el iPhone y el iPad.
| Año | Título                                     | Plataforma   |
| --- | ------------------------------------------ | ------------ |
| 2000 | Harem Adventures1                          | Java ME      |
| 2003 | Las Arenas del Tiempo                      | Java ME      |
| 2004 | El Alma del Guerrero                       | Java ME      |
| 2005 | Las Dos Coronas                            | Java ME      |
| 2007 | Prince of Persia Classic2                  | Java ME      |
| 2008 | Prince of Persia                           | Java ME      |
| 2010 | Las Arenas Olvidadas                       | Java ME      |
| 2010 | Prince of Persia Retro3                    | iOS          |
| 2010 | El Alma del Guerrero4                      | iOS          |
| 2013 | Prince of Persia Classic2                  | iOS, Android |
| 2013 | Prince of Persia: The Shadow and the Flame | iOS, Android |
| 2018 | Prince of Persia Escape                    | iOS, Android |
| 2022 | Prince of Persia Escape 2                  | iOS, Android |
| 2025 | The Lost Crown5                            | iOS, Android |
| Notas 1. Nuevo juego con gráficos y jugabilidad basados en el juego original de 1989, pero con niveles diferentes. 2. Adaptación del juego original de 1989, con nuevos gráficos. 3. Port de la versión de consola de 1992 del juego original, con los gráficos y niveles originales, diseñado tanto para el iPhone como para iPad. 4. Port de la versión PS2 de El Alma del Guerrero, con los mismos gráficos 3D. 5. Port de la versión de consola de 2024, con los mismos gráficos 3D. |                                            |              |

## Líneas argumentales

### Trilogía original de Prince of Persia

#### Prince of Persia
Traducido: Príncipe de Persia
El Sultán se encuentra lejos de su reino dirigiendo una guerra. Es el momento oportuno para que el malvado visir Jaffar trate de hacerse con el poder. Para lograrlo retiene a la princesa. Esta tiene una hora para decidir si se casa con él, o muere. El protagonista es un joven aventurero de una tierra lejana, y el verdadero amor de la princesa. Pero fue lanzado al calabozo del castillo y ahora debe escapar antes de que se cumpla la hora dada por Jaffar a la princesa para poder liberarla.
El juego tiene una perspectiva en dos dimensiones. La acción se desarrolla desde una vista lateral. No existe desplazamiento de pantalla (scrolling). El protagonista debe sortear las trampas de cada "pantalla" para pasar a la siguiente. Es posible salvar la partida a partir del nivel 3 y existen puntos de control a través de todo el juego. Cuando el personaje muere, simplemente retorna a un punto preestablecido. No obstante, el tiempo que se haya consumido en el intento fallido no se recupera. El juego termina si transcurre una hora de tiempo real de juego sin que se haya liberado a la princesa.
El protagonista comienza sin armas y con unos pocos puntos de vida. A lo largo del juego podrá utilizar o equiparse con una espada y obtener mejoras de vida, para así poder enfrentarse a jaffar; Entre las trampas que tiene que sortear se cuentan cuchillas, pinchos y precipicios. Además debe enfrentarse a distintos tipos de enemigos, incluido el propio Jaffar.
Plataformas

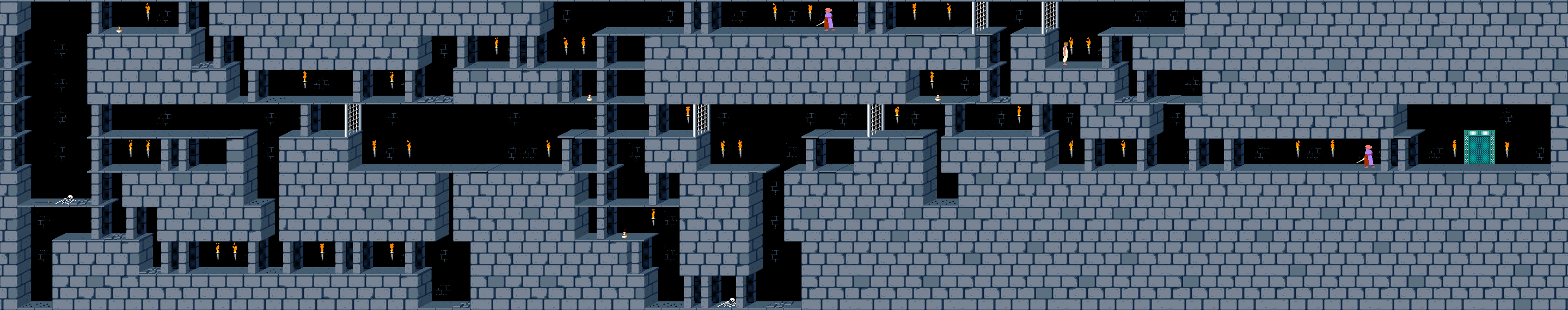
Nivel 1 de Prince of Persia.

Originalmente lanzado para Apple II en 1989. En 1990 fue portado a PC, para MS-DOS, Commodore Amiga, Atari ST y Amstrad CPC. En 1992 llegó a las consolas Master System, Sega Game Gear, NES, Game Boy, Mega Drive) y Sega Mega-CD. En la versión extendida para SNES se incrementó el número de niveles de 12 a 20, y el tiempo límite para rescatar a la princesa era de 2 horas. La versión para Mega Drive contaba con 17 niveles. También se publicó en 1992 una versión mejorada para Mac. Años después apareció la edición para Game Boy Color en 1999. En los años 2000 aparecieron ediciones para teléfono móvil. Domark, el distribuidor del juego en el Reino Unido estuvo de acuerdo con distribuir esta edición, ya que no suponía costos para ellos.
Recientemente se realizó una reedición del juego para Xbox Live Arcade de la Xbox 360, en el que se hizo el juego con gráficos 3d, incrementando el nivel visual del juego, el tiempo seguía siendo de una hora y tampoco se realizó cambio alguno en el "gameplay".
Nota: La edición para PS2 y Gamecube de Las Arenas del Tiempo permite desbloquear este juego original accediendo a una zona secreta mientras que en la versión de Xbox se desbloquea al completar el juego o insertando un código al inicio del juego. La versión de PC carece de dicha posibilidad y solo contiene un remake del primer nivel del prince of persia original.

#### Prince of Persia 2: The Shadow and the Flame
Traducido: Príncipe de Persia: La Sombra y la Llama
En 1993 llega esta nueva entrega, el eco a su predecesor. El argumento a grandes rasgos nos dice que la felicidad del príncipe y su princesa ha durado solo once días. Cuando el príncipe llega de uno de sus viajes, se encuentra con que sus propios soldados le arrestan. La razón es que parece ser que el príncipe ha ordenado su detención. ¿Cómo es posible?, Porque el malvado vísir de la primera parte se ha transformado en el príncipe y ha hecho creer a todo el mundo que el verdadero príncipe es un impostor. Por lo tanto debe huir. El príncipe salta por una ventana y empieza el juego.
De nuevo el príncipe debe enfrentarse al malvado visir, pero ahora no se centrará todo en las mazmorras de un castillo. Además, como es común en esta saga, se deberá enfrentar a su sombra, esta vez, hacia el final. De ahí el título del juego.
Novedades
- Gráficos mucho más complejos, con gran colorido y detalle.
- Zonas más variadas para explorar, que ya no solo se limitan a los sectores de un castillo, sino a una ciudad, una playa, cuevas, ruinas. Algunos de los nuevos niveles cuentan con salidas alternativas, siendo elección del jugador el camino a tomar.
- Muchos más enemigos a combatir en cada pantalla. Hasta veinte en una sola.
- Gran variedad de enemigos nuevos, destacando las cabezas y las letales serpientes venenosas.
- Nuevas trampas, como las cuchillas que amenazan cortar por la cintura, los muros corredizos que pueden aplastar o las losas giratorias, que a diferencia de las antiguas losas que se caen, no dan la oportunidad de superarlas corriendo.
- Nuevos movimientos, entre los que destaca la posibilidad de arrastrarse por el suelo, utilizada para superar las cuchillas o explorar pasadizos abiertos en la pared.

Plataformas
PC, para MS-DOS, Super Nintendo y Mac (1996).
Nota: La edición para Xbox y PS2 de Las Arenas del Tiempo también permite desbloquear este juego original accediendo a una zona secreta mientras que la versión de Gamecube del juego carecen de dicha posibilidad y en su lugar desbloquean el "prince of persia original". La versión de PC carece de dicha posibilidad.

#### Prince of Persia 3D
Traducido: Príncipe de Persia 3D
La compañía original, Broderbund, cede la franquicia a Red Orb Entertainment para el lanzamiento en 1999 de esta entrega. Se trata de la primera en utilizar un escenario en tres dimensiones. No obstante, es mal recibido por críticos y jugadores por su escasa facilidad de juego. Las Arenas del Tiempo es considerado el verdadero sucesor en tres dimensiones. El juego incluye nuevas armas: dagas, cimitarras, una vara, e incluso un arco. También es un juego más violento con decapitaciones y mutilaciones tanto en la pelea como en las trampas. La versión para Dreamcast desarrollada por Avalanche Software se llamó Prince of Persia: Arabian Nights.
Plataformas
PC (Windows) y Dreamcast (1999).

### Tetralogía de las Arenas del Tiempo
Formada por Prince of Persia: Las Arenas del Tiempo , Prince of Persia: El Alma del Guerrero , Prince of Persia: Las Dos Coronas y Prince of Persia: Las Arenas Olvidadas.

#### Prince of Persia: Las Arenas del Tiempo
Título original: Prince of Persia The Sands of Time
Traducido: Príncipe de Persia: Las Arenas del Tiempo
Esta vez la franquicia pasa a manos de Ubisoft, que lanza este juego en 2003 con gran éxito. De nuevo, se trata de un juego en tres dimensiones (3D). Conserva el espíritu del juego original, los bellos escenarios y los movimientos fluidos y espectaculares del protagonista. No obstante, todo lo demás es absolutamente nuevo.
Pasando por India en una ruta hacia Azad, el rey Sharaman y su hijo, el Príncipe, derrotan al poderoso Maharajah de la India. Después de saquear la ciudad y obtener un reloj de arena gigante, una daga misteriosa y capturar a la hija del Maharajah, llamada Farah, además de otros tesoros, ellos continúan su viaje. Un Visir moribundo, que había traicionado al Maharajah y ayudado al rey Sharaman, en agradecimiento por haberle ayudado pide la daga ya que le había sido concedido el que el eligiera su parte del tesoro del Maharajah. Pero Sharaman se niega, puesto que el que la encontró su hijo, quien la había hallado. Así que el Visir, quien desea obtener los poderes de las arenas del tiempo, engaña al Príncipe para que abra el reloj de arena. Cuando el Príncipe usa la daga para liberar las Arenas del Tiempo, las Arenas destruyen el Reino y convierten a todos los habitantes en criaturas monstruosas. Solo el Príncipe, el Visir, y la princesa Farah, permanecen inalterados gracias a sus posesiones; la daga del Príncipe, la vara del Visir, y el medallón de Farah.

El príncipe finalmente devuelve las Arenas al reloj, y el tiempo retrocede hasta el momento justo antes a la batalla contra el Maharajah. A pesar de ello, el Príncipe aún tiene la daga en su poder, incluso en el pasado. El va a avisar a Farah de la traición del malvado Visir, y para darle la daga del Tiempo. Mientras el Príncipe le narra la increíble historia aparece el Visir, quien aún persigue la inmortalidad. Después de derrotar al Visir y evitar la liberación de las Arenas, el Príncipe acude a devolverle la daga a Farah. Ella le pregunta que porque invento una historia tan absurda solo para devolvérsela, alegando que ella no es una niña que crea en esas cosas. El Príncipe la contesta con un beso por el que Farah se enfada, así que el Príncipe usa la daga por última vez para hacer retroceder el tiempo como si ese beso no hubiera existido, y simplemente contesta a la pregunta de Farah dándole la razón. Mientras el Príncipe se va, ella le pregunta su nombre, a lo que le contesta "Kakolookiyam", la palabra secreta que la madre de Farah le había dicho de pequeña y que ella le había dicho al príncipe en cierta parte del juego. El Príncipe solo podía saber este nombre si su historia era cierta, porque cuando Farah le dijo la palabra "Kakolookiyam" también le dijo que jamás le había dicho esta palabra a nadie. Farah se queda muy sorprendida y finalmente el Príncipe se va.
Casi todo el juego se desarrolla en Flash back, ya que la historia es narrada del Príncipe a Farah. En realidad el juego comienza cuando el Príncipe ya ha retrocedido en el tiempo y va a devolverle la daga a Farah. En este momento el Príncipe le cuenta toda la historia y lo que ellos han vivido juntos y eso es lo que el jugador juega. Esto se representa, haciendo que el príncipe diga: “Esta bien, la próxima vez retomare mi relato en este punto” cuando se salva la partida o, "Como desees" cuando se quita la partida. También cuando, se muere en el juego, se oye decir al Príncipe cosas como: “Esperad, no fue eso lo que sucedió.”.
Plataformas: PlayStation 2, Xbox, Gamecube, Game Boy Advance y PC (Windows).

#### Prince of Persia: El Alma del Guerrero
Título original: Prince of Persia Warrior Within
Traducido: Príncipe de Persia: El Guerrero Interior
Tras el éxito de su antecesor, Ubisoft lanza una nueva entrega en 2004. Esta vez se trata de una evolución del nuevo estilo de juego en tres dimensiones. La acción se centra en el combate cuerpo a cuerpo. El protagonista es mucho más agresivo y oscuro, puede manejar distintas armas (incluso dos a la vez), decapitar a sus enemigos y partirlos en dos de arriba a bajo o por la cintura. El sistema de lucha (Free form fighting system) permite ejecutar numerosos movimientos de combate y combos. Los enemigos son más numerosos y peligrosos.
El escenario es un tanto original. Todo se desarrolla en una fortaleza parecida a la de "Las Arenas del Tiempo", pero con toques más lúgubres. Sin embargo, el protagonista viaja constantemente entre el presente y el pasado. De manera que, los mismos lugares son diferentes en cada época. El presente muestra grandes porciones del escenario que han sido destruidas o invadidas por la naturaleza, aunque la mayor parte del juego se desarrolla en el pasado, donde están los principales enemigos.
El argumento tiene relación con Las Arenas del Tiempo. Cronológicamente 7 años después de su aventura en Azad, el Príncipe es perseguido por el Dahaka, un enorme y poderoso monstruo de las arenas, guardián de la línea del tiempo. Al haber retrocedido en el tiempo y borrar los hechos que ocurrieron alteró la línea del tiempo, despertando a dicho monstruo. Durante las explicaciones del juego, el mentor del príncipe, un anciano, le dice lo siguiente: "Aquel que utilizase las Arenas deberá morir". Es decir, la razón por la cual el Dahaka persigue al príncipe, es porque este abrió el reloj que contenía las arenas del tiempo y las uso, alterando la línea del tiempo, y por ello debe morir. No resignado a ello, el protagonista viaja a la Isla del Tiempo, donde espera convencer a La Emperatriz del Tiempo de que evite la creación de las Arenas del Tiempo.
Una mujer llamada Kaileena, habitante de la Isla del Tiempo, comenta que la Emperatriz ha visto la Línea del Tiempo (luego se revela que la Emperatriz se vio a sí misma morir en manos del Príncipe), ayuda al Príncipe a atravesar la isla, diciéndole cómo funcionan los mecanismos de las dos torres, para poder así llegar a la sala donde se encuentra la Emperatriz del Tiempo. Antes de llegar a la cámara de la emperatriz se encuentra con el Dahaka y con otro monstruo que lo persigue. Sin embargo, evita morir a manos del Dahaka condenando al otro monstruo. Al llegar a la cámara de la Emperatriz, se descubre que la misma Kaileena era la Emperatriz, y tras ver el fervor del Príncipe por querer cambiar su destino, la Emperatriz Kaileena intenta también cambiar el suyo intentando matar al Príncipe en esa sala.
Sin embargo, las cosas se tuercen de manera insospechada. Al volver al presente, el Príncipe sigue siendo perseguido por el Dahaka. Al buscar una explicación se da cuenta de lo que sucedió con las siguientes palabras: "Soy el Artifice de mi propia destrucción. En mi intento por evitar que se crearan las Arenas, he sido yo quien las ha creado". Es decir, al matar a la Emperatriz, las Arenas son creadas. Sin esperanzas, descubre un mural que muestra lo imposible: La existencia de la "Máscara Espectral", la cual le permitirá volver en el tiempo y cambiar su destino. Pero queda otra pregunta, ¿Cómo hacerlo?. La respuesta es llevando a la Emperatriz al presente y matándola ahí. Con eso las Arenas no serían creadas en el pasado sino en el presente y por tanto el Príncipe jamás las habría usado.
Al encontrar la "Máscara Espectral", el príncipe se da cuenta de que el monstruo al cual mató el Dahaka era él mismo, y que para poder cambiar su destino debía evitar morir en el momento previo a llegar a la cámara de la Emperatriz. Además se da cuenta de que debe matar a su otro yo para quitarse la Máscara, ser humano de nuevo y evitar la creación de la Arenas en el pasado.
Finalmente el juego tiene dos finales posible: El primero y el que todos creen que debe ocurrir: El príncipe derrota a la emperatriz y esta es asesinada por el Dahaka, ya que no pertenece a la línea del tiempo del presente.
Y el segundo, y verdadero, el Príncipe derrota al Dahaka con la espada de Agua, y salva a la Emperatriz de su muerte y se la lleva a Babilonia.
Cualquiera de los dos finales traerá consecuencias inesperadas para el Príncipe.
Muchos fans de la saga estuvieron de acuerdo con el giro violento que tomó el juego. La banda sonora es de estilo Heavy metal, interpretada parcialmente por la banda Godsmack. Ubisoft lanzó en 2005 la versión del juego para la PSP con el nombre de Prince of Persia: Revelations, con algunos añadidos.
Plataformas: PlayStation 2, Xbox, Gamecube, PC (Windows) y PlayStation 3 (Descargable).

#### Prince of Persia: Las Dos Coronas
Título original: Prince of Persia The Two Thrones
Traducido: Príncipe de Persia: Los Dos Tronos
Ubisoft en asociación con Casablanca Studios ha lanzando el 7 de diciembre de 2005 el cierre de la trilogía de las aventuras del príncipe.
La historia comienza cuando se muestra al Príncipe de regreso a Babilonia, su hogar, trayendo consigo a Kaileena, la Emperatriz del Tiempo e indescriptibles cicatrices de la Isla del Tiempo. Pero en lugar de encontrar la paz que tanto anhela, contempla a su reino arrasado por la guerra y a Kaileena como blanco de un complot mortal. Cuando ella es secuestrada, el Príncipe la sigue hasta el palacio, solo para verla ser asesinada por el Visir, quien nunca murió debido a que las Arenas del Tiempo no fueron creadas, y los eventos del primer juego nunca ocurrieron. La muerte de Kaileena desata las Arenas del Tiempo que golpean al Príncipe y amenazan con destruir todo lo que el ama. Arrojado a las calles y perseguido como un fugitivo, el Príncipe, que fue herido en su intento de rescatar a Kaileena, descubre que las Arenas lo han infectado a él también. Han hecho nacer a un Príncipe Oscuro, cuyo espíritu gradualmente lo posee cuando el menos lo espera.Convirtiéndose en el yo maligno del Príncipe tiene la misma debilidad que el Dahaka ya que mientras que el Dahaka no podía acercarse al agua, este al tocar el agua vuelve a la normalidad. Al igual que el "Espectro de Arena" de "Warrior Within", el "Príncipe Oscuro" pierde gradualmente su vida, y necesita Arena del Tiempo para sanarse. Sin embargo, a diferencia del Espectro de Arena, el Príncipe Oscuro puede llegar a morir si no recibe arena para recargar la barra de energía en un lapso de tiempo. El Espectro de Arena poseía la ventaja de que si transcurría un período prolongado uno podía seguir jugando ya que siempre la quedaba una ínfima parte de vida.
En esta historia manejamos al Príncipe y a su alter ego, "el Príncipe Oscuro", quienes tienen distintos estilos de pelea; mientras que el Príncipe maneja la Daga del Tiempo, puede interactuar con otras armas, como espadas, hachas y mazas; su otra mitad, además de usar la Daga, utiliza la mortal "Daggertail", una cadena que puede utilizar a modo de látigo para ataques a distancia o para balancearse. Ambos aspectos del Príncipe utilizan el "speed kill", un avanzado sistema de matanza que permite deshacerse rápidamente de los enemigos, matándolos antes de que estos noten que el Príncipe esta ahí, mediante una secuencia de botones. Este juego hasta el momento es mejor recibido que "Warrior Within", ya que dejó de lado la banda sonora Heavy Metal, centrándose en temas originales árabes. Además, no está tan centrado en la lucha, sino que vuelve más al estilo acrobático de Las Arenas del Tiempo, balanceando al mismo tiempo la lucha y las acrobacias.
En esta entrega también nos encontraremos a Farah que nos ayudará en buena parte del juego y a la que habrá que rescatar en un par de ocasiones. Al no haber ocurrido los hechos del primer juego, Las Arenas del Tiempo, Farah no tiene recuerdos del Príncipe, aunque él la recuerda. Mientras piensa en ella, escucha la voz del Príncipe Oscuro que se queja de su debilidad debido a sus sentimientos. El Príncipe Oscuro solo pretende llevar a cabo su venganza contra el visir mientras que Farah pretende salvar a los ciudadanos de Babilonia. Esto crea un conflicto en el Príncipe que debe decidir la senda del mal y seguir al Príncipe Oscuro o, ayudar a Farah y salvar a su pueblo retrasando así su venganza. Mientras transcurre la historia se ve que el Príncipe echa de menos a su padre, el Rey Sharaman al que busca. Llega a una sala oscura (transformado en el Príncipe Oscuro) y encuentra a su padre muerto, asesinado por el Visir. Llora amargamente y mientras el Príncipe Oscuro lo humilla este vuelve a la normalidad por sí solo, sin necesidad de remojarse en el agua. Después de esto, el Príncipe coge la espada de su padre, llamada Espada de la Luz (el arma definitiva del Príncipe) con la que derrota a cualquier enemigo de un solo golpe. Lucha contra el Visir matándolo cuando le clava la Daga del Tiempo en el corazón, ya que si esta le dio la inmortalidad esta es la única que puede quitársela y acabar con su vida. Después de esto las Arenas del Tiempo se reúnen y dan forma al cuerpo de Kaileena, quien destruye la Daga del Tiempo y le quita la cadena incrustada en el brazo izquierdo del Príncipe. Pero no acaba aquí, en su mente lucha contra el Príncipe Oscuro quien quiere llevarse todo lo del Príncipe.
El Príncipe no solo tendrá que controlar su versión oscura como personaje al jugar, sino también luchar por el control de su cuerpo, ya que las Arenas del Tiempo se han convertido en una especie de infección que devora el cuerpo del Príncipe. Se puede apreciar esta confrontación en varios diálogos del juego entre el Príncipe y su alter ego en los cuales el Príncipe Oscuro trata de convencer al Príncipe que sin él es débil, y que por eso nunca habría podido salir de la Isla del Tiempo, dándole al juego una trama argumental muy interesante.
En alguna parte del juego cuando el Príncipe se topa por primera vez con Farah (en ese juego) el la llama por su nombre, ella no lo recordaba por lo que le suena extraño que el sepa su nombre. 
Finalmente el Príncipe salva a Farah y a su pueblo matando al Visir (que se había convertido en un monstruo de arena), y destierra para siempre el odio y el miedo de su interior venciendo definitivamente al Príncipe Oscuro con ayuda de Farah. Derrotados los antagonistas, Farah le pregunta al Príncipe como es que él sabía su nombre entonces le dice "Prepárate, te voy a contar una historia como la que nunca has escuchado" lo que le lleva a relatar todo lo ocurrido durante la trilogía, concluyendo así la historia.
Este videojuego en su tipo es considerado como uno de los mejores juegos del 2005.
Plataformas: PlayStation 2, Xbox, Gamecube, PC (Windows), Wii y Mac.

#### Prince of Persia: Las Arenas Olvidadas
Título original: Prince of Persia The Forgotten Sands
Traducido: Príncipe de Persia: Las Arenas Olvidadas
Argumento PC ,(Salida 20 diciembre del 2010), PS3 y XBOX 360
El videojuego, que cronológicamente está situado entre Las Arenas del Tiempo y El Alma del Guerrero, nos pondrá en la piel del Príncipe, que tras su aventura en Azad, llega al reino de su hermano Malik encontrándoselo atacado por un poderoso ejército. Tras enfrentarse con algún que otro enemigo el Príncipe consigue reunirse con su hermano quien tiene como último recurso invocar el poderoso ejército del rey Salomón para salvar su reino. Ya en la cámara del ejército Malik saca dos medallones sagrados, al juntarlos se convierten en una llave que utiliza para invocar al ejército que cree salvará su reino. Lamentablemente las cosas se tornan en su contra cuando la cámara empieza a expulsar arena maldita. El ejército que creían ser de Salomón fue en realidad el Ejército de las Arenas que intentó matar al Rey. Cuando se dan cuenta del error ya es demasiado tarde, la arena empieza a petrificar a todo ser humano que toca. De la arena nacen temibles enemigos de arena que destruyen todo a su paso.
Malik y el Príncipe consiguen salvarse gracias a los medallones que sirvieron para invocar al ejército. Estos medallones les permiten adquirir los poderes de la arena al derrotar a sus enemigos.
Conocerán al temible Ratash, un poderoso monstruo, rey del Ejército de las Arenas. Tras un inesperado accidente, El Príncipe y Malik quedan separados. Mientras Malik persigue más poder, el Príncipe se adentra en otro mundo a través de un portal (parecido al que se adentraba para conseguir más vida en Prince of Persia las arenas del tiempo) en el que conoce a Razia, la única superviviente de la raza de los Djinn que ayudó a Salomón a encerrar al Ejército de las Arenas. Advierte al Príncipe del peligro que corren y del inmenso poder de Ratash. La única solución, juntar de nuevo los medallones para así cerrar la cámara. Antes de partir con su misión, el príncipe es obsequiado con el poder del tiempo que le permite retroceder en él durante unos segundos.
Sin éxito alguno el Príncipe sigue intentando conseguir juntar su parte del medallón con la de su hermano. Malik empieza a corromperse y le evita constantemente hasta tal punto de casi matarle. Mientras el Príncipe insiste es atacado por Ratash, quien después de ser casi derrotado por el Príncipe es rematado por Malik, quien adquiere todo su poder y huye.
Cuando el Príncipe le encuentra, Malik se ha transformado en un oscuro monstruo. Sin esperanzas, el Príncipe vuelve a visitar a Razia para contarle lo ocurrido. Las cosas no podrían ir peor, Ratash reside ahora en el interior de su hermano Malik. La solución que propone Razia es visitar la ciudad derruida de los Djinn y coger la espada sagrada que se creó para matar a Ratash. El príncipe accede pero entra en una disputa personal pues están hablando de matar a su hermano aunque Razia insiste en que ahora debe pensar en él como Ratash.
Razia le otorga los poderes de los Djinn, con los cuales el Príncipe podrá congelar el agua e incluso recordar zonas derruidas y así avanzar hasta encontrar la espada.
De vuelta en el reino, y blandiendo la espada, el Príncipe se dispone a matar a Ratash y así terminar con el Ejército de las Arenas. El Príncipe se termina de convencer cuando ve a su hermano convertido en una criatura gigante destruyendo todo a su paso.
Tras una dura batalla, el Príncipe consigue derrotar a Ratash y con él, a todo el Ejército de las Arenas. La gente que fue petrificada vuelve a la vida pero ya es demasiado tarde para Malik, que tras aparecer con su cuerpo original, muere a manos del Príncipe.
El juego termina narrado por el Príncipe, en el cual cuenta que se dirigía al reino de su padre a contarle todo lo sucedido.
Argumento PSP
Este argumento también es diferente no se sabe por qué.
Un espíritu del fuego, Ahihud, oye una profecía que dice que un héroe de sangre real acabaría con él. Entonces ordena matar a todos los jóvenes de las familias reales pero como no el Príncipe escapa y huye a un cañón en el desierto donde conoce a Helem, una de las hijas del Tiempo que poco a poco irá reuniendo para así derrotar a Ahihud. También para reunirlas y derrotar al Espíritu del Fuego entrará a menudo en el Mundo Etéreo, un mundo en el que Ahihud encerró a las 4 hijas del Tiempo. El juego acaba cuando el Príncipe mata al Espíritu en el Mundo Etéreo y dice una frase muy peculiar:
``Solo un LOCO podría pensar que se puede cambiar el Destino´´ Curioso ya que cronológicamente unos 7 años después él mismo intentaría cambiar su destino(Warrior Within).
Argumento Wii
El argumento de la versión de Wii es diferente por alguna razón, tal vez se deba a la calidad de gráficos de la consola. Puede que sea continuación de la historia de sus primos en HD; posiblemente sea un capítulo diferente de la misma.
Al inicio de la historia, aparece el príncipe saliendo de un portal en un castillo que está siendo devorado por el desierto. Dentro de todo el alboroto y destrucción, el príncipe de hace de una espada y continua con su escape siguiendo la voz de una pequeña genio quien lo acompañaba, y valiéndose de sus habilidades acrobáticas hasta que llega a un punto sin salida. La genio crea un portal en las arenas y le pide al príncipe que confíe en ella. Al no tener más opción, el príncipe decide confiar y se lanza hacia el portal que ha creado la genio. Segundos más tarde, el príncipe aparece en un lugar un poco más calmado, un oasis tal vez.
Cabe mencionar que el príncipe estaba buscando tesoros y riquezas y en sus viajes, compró a esta pequeña genio en un mercado muy especial.
Al ver que estaba perdido en medio de la nada, el príncipe comenzó a reprocharle a la genio que no le había cumplido sus promesas. Los tres deseos del príncipe:
Poder sobre la muerte, un reino y una princesa.
En eso llegan a una fuente donde había una estatua que tenía una silueta femenina, la genio se mete dentro de la estatua, haciéndola brillar y le pide al príncipe que la bese. Este accede, un poco a regañadientes; alegando que preferiría besar a una chica del harem y justo en ese instante al príncipe se le es concedida la habilidad de ver más allá, en el mundo espiritual y de poder regresar de la muerte indefinidas veces, a cambio de un precio. Ahora el príncipe, y la Genio de nombre Zahra estaban vinculados el uno con el otro.
Ahora que el príncipe tiene una mejor percepción y nuevas habilidades, la genio le revela que están en el reino de Izdihar y que ese reino es el que le prometió. A medida que iban avanzando el príncipe sentía que en esas montañas se alojaba un extraño poder y cada vez más se hacía más fuerte. Cuando llegan a la entrada del reino el príncipe ve una espada clavada en una extraña roca y una inscripción que decía:”Aquel que libere a mi hija y a mi reino, obtendrá ambos…”
¿una princesa cautiva y un reino maldito es lo que me ofreces genio? - dijo el príncipe,
- no entiendo las pretensiones humanas - dijo la genio -, recibís y tampoco sois feliz?
Precipitándose, el príncipe toma la espada clavada en la piedra y ahora, la extraña roca, comienza a cobrar vida; se escucha una risa malévola y resulta que ahora el príncipe acaba de liberar a una hechicera diabólica que estaba cautiva por la espada. Esta escapa y ahora aparece una criatura deforme y violenta que entabla una batalla contra el príncipe quien usa la poderosa espada, pero esta es quebrada en batalla, quedando una mitad en las manos del príncipe y la otra mitad dentro de la criatura, quien escapa adentrándose en el castillo.
La genio le advierte al príncipe que debe enmendar su error, que debe volver a encerrar el mal que custodiaba la espada, pero debe reforjar la hoja, así que se adentra en el castillo para buscar a la criatura. Cuando entran el príncipe nota que hay una extraña planta por todo el castillo. La genio explica que esa planta es el Haoma, una planta maldita que cobra la vida de todo lo que toca.
La genio revela al príncipe que su gente solía vivir en el reino de Izdihar, y que por culpa del Haoma tuvieron que irse. Es ahí cuando el príncipe comprende el pensamiento de la genio, ella quería que liberara el reino de la maldición y al hacerlo, reclamar el reino como propio.
Cada vez más adentro del castillo el príncipe debe enfrentarse con escarabajos carnívoros, momias, guerreros, minotauro, arqueros y bestias; todos sirvientes del Haoma. También debe de resolver acertijos enormes que lo llevan a los confines más profundos y misteriosos del castillo.
Cada vez que encontraba a la criatura, peleaban y cuando el monstruo estaba debilitado, el príncipe debía bañarlo con la luz del sol, abriendo unas ventanas por medio de sus poderes de creación proporcionados por el vínculo inmortal entre la genio y el.
La tercera vez que se encontraron, la criatura fue derrotada pero resultó que esta era el último Sultán de Izdihar quien explicó que para poder vencer al Haoma debía llevar la espada a un santuario misterioso, La Forja de los Dioses; que debía vencer a la hechicera diabólica y rescatar a su hija, la princesa cautiva.
Después de muchas dificultades, gracias a sus poderes de creación, el príncipe logra llegar al santuario y es ahí cuando debe adentrarse en el mundo espiritual, alineando 4 diferentes cristales para entrar a varios portales, a visitar los “hogares” de 4 dioses diferentes: el cielo, el fondo del mar, lo más profundo de la tierra y el espacio exterior.
Cuando por fin reúne los poderes de los dioses, el príncipe logra reforjar la espada y ahora está listo para enfrentarse contra la hechicera maldita creadora del Haoma.
En esta fiera batalla, la hechicera trata de asesinar al príncipe, lanzándolo por los aires, pero este logra evitar su caída con sus poderes adquiridos. Este logra asestarle varios golpes con su espada para debilitarla y es ahí cuando la hechicera pierde el control y deja ver el corazón del Haoma, al cual; el príncipe logra llegar antes de que se recupere y le da el golpe de gracia, venciendo así al Haoma. La hechicera no lo puede creer y cuando está lamentando su derrota, esta se desvanece pero queda la silueta de una mujer. ¡Ella era la princesa que estaba cautiva dentro de la hechicera!
La planta trata de llevarse consigo a la princesa y el príncipe de salvarla; pero este no puede hacer nada, así que con la ayuda de la genio, este le concede su inmortalidad. La princesa cae y el príncipe comienza su escape por un portal de regreso al santuario de los dioses y el castillo que está siendo devorado por el desierto, en realidad estaba siendo destruido por el Haoma. Dentro de todo el alboroto y destrucción, el príncipe de hace de una espada, su antigua espada que había cambiado por la espada mágica y continua con su escape siguiendo la voz la pequeña genio quien lo acompañaba, y valiéndose de sus habilidades acrobáticas y ahora mortales, ya que su vínculo con la genio estaba roto; llega a un punto sin salida, donde la genio crea un portal en las arenas y le pide al príncipe que confié en ella. Al no tener más opción, el príncipe decide confiar y se lanza hacia el portal que ha creado la genio. Un portal hacia el mundo espiritual: el mundo de los muertos.
Ahora el alma del príncipe debe buscar el camino de regreso hacia la luz, siguiendo la voz de la genio que lo guiaba… Es aquí, segundos más tarde, cuando el príncipe aparece en un lugar un poco más calmado, un oasis tal vez; pero esta vez esta solo ya que la pequeña genio había sacrificado su vida por el amor que sentía por su príncipe quien jura que seguirá buscando a su amada: Zahra.
Consolas: PS3, XBOX 360, PSP, Wii, Nintendo DS y PC (Windows)

### Otra Saga Prince of Persia

#### Prince of Persia (2008)
Ubisoft emitió un nuevo título en la saga Prince of Persia que es totalmente independiente de la tetralogía de las Arenas del Tiempo. Fue desarrollado por Ubisoft Montreal y publicado por Ubisoft. Su título provisional fue "Prince of Persia Prodigy", pero fue finalmente publicado con el título "Prince of Persia", al cual se suele hacer referencia como "Prince of Persia (2008)".
Salió en diciembre de 2008 en Xbox 360, PlayStation 3, PC (Windows) y Mac.
Un ladrón de tumbas acompaña a una mujer llamada Elika, a quien conoció desviado de su rumbo después de una gran tormenta de arena que lo hizo terminar en una tierra misteriosa. Los jugadores atraviesan muchos ambientes diferentes usando las habilidades acrobáticas del Príncipe para escalar muros e incluso arrastrarse en los techos. A través del viaje, el jugador combate varios enemigos mientras intentan limpiar a la tierra de la corrupción.
Piezas de la historia del juego han sido tomadas de la mitología Persa donde existen dioses como Ormazd (bueno) y Ahriman (malo).
La mayoría de los lugares donde ocurre el juego son abiertos, es decir, cañones, precipicios y otros lugares naturales. En los juegos anteriores, el gameplay se basaba en retos físicos, acrobáticos, resolución de puzles y combate. Para este juego los retos están más enfocados en destrezas acrobáticas.
Esta historia de acción y aventura busca redefinir el género con un estilo gráfico pionero en la saga, con la técnica cel-shading (gráficos en 3D que se asemejan a dibujos a mano o al cómic), la principal característica de este capítulo de la franquicia Prince of Persia.

##### Argumento
Antiguamente, hace muchos, muchos años, la luz y la oscuridad estaban en perfecto equilibrio. Pero ese equilibrio no iba a durar para siempre. Ahriman, el dios de la oscuridad, en su deseo de dominar el mundo empezó a hacerse poderoso y se corrompió, cerniendo al mundo bajo un manto de oscuridad. Muchos se opusieron a la oscuridad, pero unos cuantos débiles fueron seducidos por ella y entraron al servicio de Ahriman, convirtiéndose así en los Corruptos y liderando los ejércitos de Ahriman en una batalla final contra la luz.
En una última acción desesperada Ormazd, el hermano de la luz de Ahriman, consiguió encerrar a este en un árbol del cual no debía salir nunca, en el Árbol de la Vida, situado en un lugar al que los descendientes de la oscuridad no debían llegar nunca. Para preservar el árbol asignó su protección a una tribu de guerreros poderosos. Pero estos fallaron en su misión. 1000 años después el Árbol de la Vida será destruido y Ahriman liberado, por lo que la oscuridad volverá a cernirse sobre el mundo.
Elika, la última princesa de los guardianes que debían proteger el Árbol de la Vida, deberá salvar el mundo de la corrupción y de la maldad, y para ello necesitará la ayuda del Príncipe (aunque no es príncipe).
Elika será nuestra compañera en la aventura y nos ayudará tanto en el combate como al esquivar las trampas y salvarnos de numerosas caídas.
La misión del Príncipe será ayudar a Elika a destruir a los Corruptos y devolver el equilibrio al mundo.

## Portables y remakes

### Battles of Prince of Persia
Traducido: Batallas de Príncipe de Persia
Ubisoft lanzó en diciembre de 2005 un juego más que se une a la serie. Battles of Prince of Persia, únicamente para Nintendo DS, no mantiene el género acción/aventura, tradicional en esta serie, sino que presenta un enfoque distinto, con base en un juego de cartas inspiradas en el universo de Prince of Persia, y cuya trama se acomoda entre Sands of Time y Warrior Within. Esta nueva aventura pone a los jugadores al control de unidades y ejércitos al estilo de los juegos de estrategia, pero las batallas serán llevadas a cabo con el sistema de cartas, que utiliza reglas creadas especialmente para este juego. El título incluye también modos multijugador permitiendo combatir contra otros jugadores o intercambiar cartas para mejorar las barajas.
La trama se centra en el Príncipe, quien tratando de liberarse a sí mismo del Dahaka, accidentalmente detona una guerra entre Persia y la India al dejar libre un antiguo mal que ha dejado mucha muerte y destrucción. Los jugadores no solo podrán jugar desde la perspectiva del Príncipe, sino también desde la de diversos generales que tienen diferentes funciones en los conflictos de las naciones.

### Prince of Persia: Revelations
Traducido: Príncipe de Persia: Revelaciones
En 2005 se lanzó a la venta Prince of Persia Revelations. Creado por Ubisoft. Es una adaptación de "El Alma del Guerrero".
Sin desligarse del título original, incluye nuevas zonas y nuevos puzles en ocasiones más complejos que los que ya había, como la sala de enigma, sin embargo no llegan a aportar material nuevo sustancial.
Plataformas
PSP

### Prince of Persia: Rival Swords
Traducido: Príncipe de Persia: Espadas Rivales
En 2007 se lanzó a la venta Rival Swords creado por ubisoft. Es una adaptación de "Las Dos Coronas" para Wii y PSP.
Como ocurre en Revelations de PSP en esta versión se incluyen ciertas novedades.
Plataformas
Wii y PSP.
En la versión para Wii los controles son muy fáciles. Para mover la cámara sólo hay que mover el WiiMote de derecha a izquierda (inclinarlo). La muerte rápida (speed kill) se hace moviendo el Nunchuk y después cuando la daga brilla hay que mover el WiiMote hacia abajo.

### Prince of Persia Classic
Traducido: Príncipe de Persia Clásico
El 13 de junio de 2007 se lanzó una adaptación del primer "Prince of Persia" para Xbox Live Arcade y posteriormente para PlayStation 3, con diversas actualizaciones.
También se lanzó una versión para teléfonos inteligentes y tabletas con sistema operativo Android.
Plataformas
Xbox 360 y PlayStation 3.
En esta versión, los gráficos redujeron el estilo de los nuevos Prince of Persia, con modelos en 3D, efectos de luz, etc. La jugabilidad permanece casi intacta, con algunos retoques como saltar o agarrarse a un borde de espaldas, o poder agarrarse a un borde si se cae, pero justo intenta dar la vuelta. Los niveles son exactamente iguales.
Aparte de estas modificaciones, se incluyen otros tres modos de juego:
- Modo Normal: Permite salvar a la princesa aunque se exceda el tiempo de una hora (aunque con diferente final). Posibilidad de revisitar cualquier nivel jugado, manteniendo mejor tiempo y puntuación en cada uno (así como el número de elixires tomados).
- Modo Tiempo: Se debe salvar a la princesa dentro del límite de 60 minutos, al igual que en la versión original.
- Modo Supervivencia: Se debe acabar el juego sin perder ni una sola vida.

También incluyen las funcionalidades básicas de la mayoría de juegos Arcade: Tablas de clasificación (por cada modo de juego) y logros. Estos se consiguen durante el desarrollo normal del juego, exceptuando tres: Uno que te obliga a matar a un guardia con una trampa del mapa, otro en el que debes recolectar todos los elixires del juego que aumentan tu vida, y otro en el que debes acabar el juego con una sola vida.
Por último, se incluyen fragmentos y elementos para hacer más fácil el camino. Para empezar, existe un hada que te guía por cada nivel, indicando qué tienes que hacer o a dónde tienes que ir. Se puede desactivar desde las opciones. También, aquellas losas que abren o cierran puertas están marcadas con un símbolo. Las amarillas abren puertas y las rojas las cierran. Además, en la mayoría de los niveles hay algún Checkpoint a lo largo del nivel, para no tener que repetirlo entero en causa de muerte. Continuar en un Checkpoint tiene penalización en cuanto a puntuación.

### Prince of Persia: The Fallen King
Traducido: Príncipe de Persia: El Rey Caído
Juego exclusivo para Nintendo DS, continuación de Prince of Persia (2008) también conocido como "Prince Of Persia: El Rey Destronado" en España e Hispanoamérica.

## Película Live-action
La película basada en Prince of Persia: Las Arenas del Tiempo se estrenó el 21 de mayo de 2010. El papel del príncipe es interpretado por el actor Jake Gyllenhaal. La protagonista femenina es interpretada por Gemma Arterton que supuestamente representa a Farah pero que en la película se llama Tamina. El villano lo interpreta Ben Kingsley.Pero a diferencia con el videojuego el villano no es un visir sino el tío del príncipe.
Se trata de una película de acción trepidante que contrasta con la sensación de soledad que acompaña al Príncipe en el desarrollo del juego. Conserva la estética y el argumento de las Arenas del tiempo (videojuego). Otra diferencia es que los enemigos son totalmente humanos desapareciendo los monstruos y los seres fantasmagóricos, zombis o mitológicos.
La película fue dirigida por Mike Newell, responsable de Harry Potter y el cáliz de fuego; y escrita por el creador del juego original de 1989, Jordan Mechner, que está trabajando conjuntamente con el guionista de The Day After Tomorrow. Bajo la producción de Jerry Bruckheimer (Piratas del Caribe y La Roca) y Walt Disney Pictures.
El proceso de convencer a un estudio, sin embargo, no fue sencillo, y obligó a Mechner a mostrar a Disney un tráiler para convencerlos. "Utilizamos material de los videojuegos" señaló Mechner al referirse al empleo de imágenes in-game de la trilogía Las Arenas del Tiempo montadas de una forma concreta para contar una historia. "Se lo enseñamos a la gente de Disney y les encantó, escribí el primer guion en tres meses, y pasé los 18 siguientes revisándolo".